# لیلی تیلور (بازیگر)
لیلی آن تیلور (به انگلیسی: Lili Anne Taylor) (زاده ۲۰ فوریه ۱۹۶۷) بازیگر تئاتر، سینما و تلویزیون آمریکایی است.

## فیلم‌شناسی
فهرست برخی از فیلم‌هایی که لیلی تیلور در آن‌ها به ایفای نقش پرداخته‌است:
- او یک بچه دارد (۱۹۸۸)
- میستیک پیتزا (۱۹۸۸)
- هرچی خواستی بگو… (۱۹۸۹)
- متولد چهارم ژوئیه (۱۹۸۹)
- فرشته روشن (۱۹۹۰)
- تن‌به‌تن هوایی (۱۹۹۱)
- رؤیای آریزونا (۱۹۹۳)
- تماشا کنید (۱۹۹۳)
- برش‌های کوتاه (۱۹۹۳)
- مقدسین خانواده (۱۹۹۳)
- رودی (۱۹۹۳)
- خانم پارکر و محفل شرور (۱۹۹۴)
- آماده پوشیدن (۱۹۹۴)
- اعتیاد (۱۹۹۵)
- تب سرد (۱۹۹۵)
- چهار اتاق (۱۹۹۵)
- قاتل: مجله‌ای از قتل (۱۹۹۵)
- شهر دختران (۱۹۹۶)
- من به اندی وارهول شلیک کردم (۱۹۹۶)
- چیزهایی که هرگز به شما نگفتم (۱۹۹۶)
- لیل تاون (۱۹۹۶)
- خون‌بها (۱۹۹۶)
- لگد به سر (۱۹۹۷)
- گاراژ خوب (۱۹۹۸)
- فریبکار (۱۹۹۸)
- پیکر (۱۹۹۸)
- زندگی در حال نابودی (۱۹۹۹)
- فراموش نشدنی (۱۹۹۹)
- وفاداری بزرگ (۲۰۰۰)
- جولی جانسون (۲۰۰۱)
- بعدازظهر گائودی (۲۰۰۱)
- زنده از بغداد (۲۰۰۲)
- خانه نوزادان (۲۰۰۲)
- خدمتکار (۲۰۰۵)
- بتی پیج بدنام (۲۰۰۵)
- شروع به هنگام عصر (۲۰۰۷)
- راز (۲۰۰۷)
- ترفیع (۲۰۰۸)
- بهترین‌های بروکلین (۲۰۰۹)
- دشمنان ملت (۲۰۰۹)
- درباره چری (۲۰۱۲)
- فلین بودن (۲۰۱۲)
- قانون‌شکن (۲۰۱۲)
- آب و هوای آینده (۲۰۱۲)
- سرزمین‌های سرد (۲۰۱۳)
- احضار روح (۲۰۱۳)
- پیوندهای خونی (۲۰۱۳)
- دونده مارپیچ: مشقت‌های اسکرچ (۲۰۱۵)
- تا استخوان (۲۰۱۷)
- صورت‌چرمی (۲۰۱۷)
- ایلای (۲۰۱۹)
- ساعت غروب (۲۰۲۰)
- عنکبوت‌های کاغذی (۲۰۲۰)

### مجموعه تلویزیونی
- آلموست هیومن (۲۰۱۳)
- محدوده بیرونی (۲۰۲۲)